# ヨーロッパヨタカ

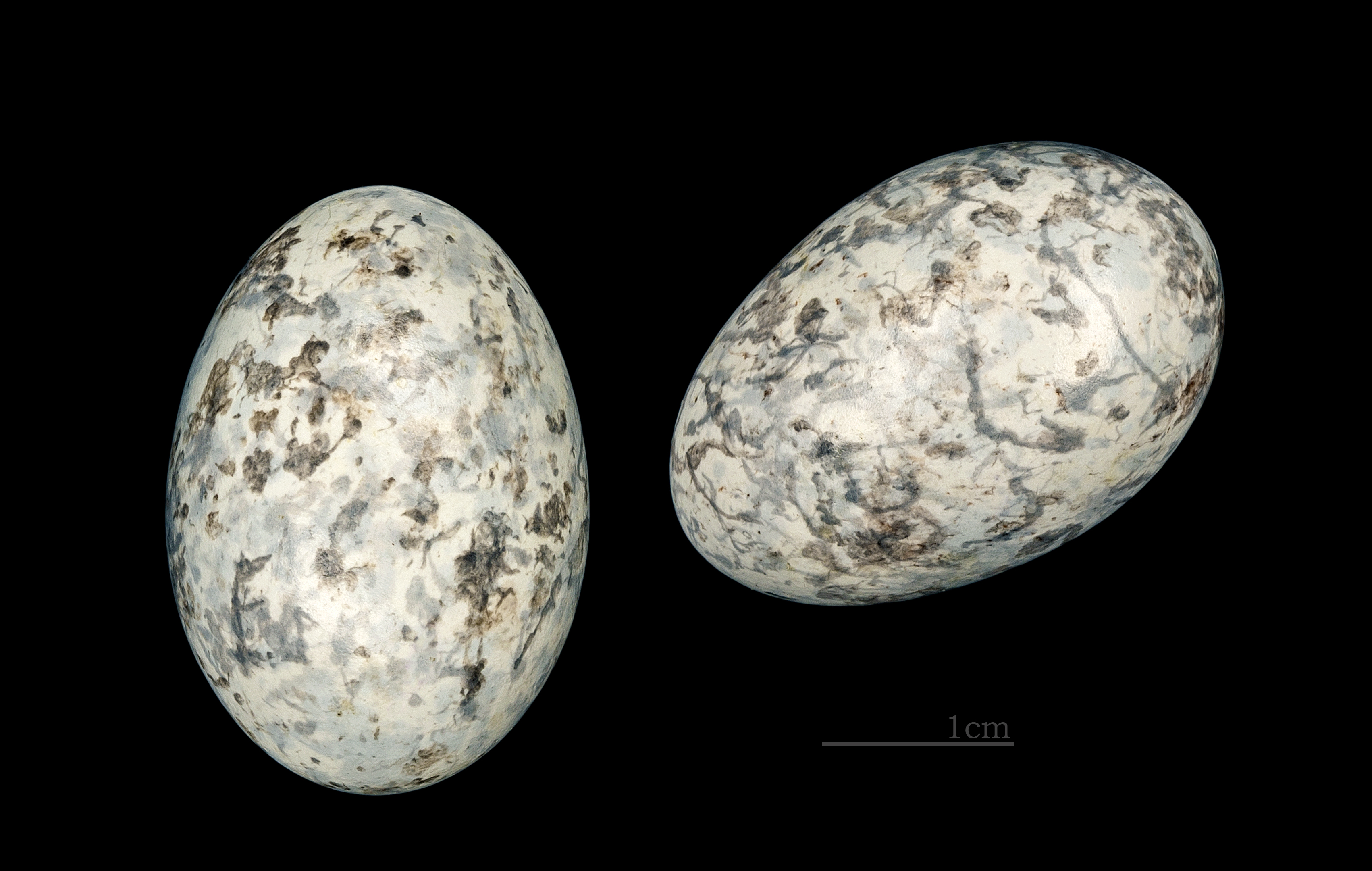
Caprimulgus europaeus

ヨーロッパヨタカ（欧羅巴夜鷹、学名：Caprimulgus europaeus）とは、ヨタカ目ヨタカ科に分類される鳥類の一種である。

## 分布
- 繁殖地：北ヨーロッパ、中部ヨーロッパ
- 越冬地：アフリカ南部

## 形態
全長26-28センチメートル、体重65-100グラム。黒と灰色のまだら模様がある褐色の羽毛に覆われる。

## 生態
低木林、荒野、伐採直後の森林に生息する。
主に昆虫類を捕食する。ガなどの夜行性の昆虫を飛び回りながら獲物を追いかけ捕食する。時には急旋回したり、低空飛翔してから急降下して捕ることもある。昆虫が少ない場合はクモや飛ばない昆虫を狙うことでエネルギーを節約することもある。
羽毛によって枯れ葉や木漏れ日に溶け込むことができる。危険を感じると地面に伏せることで影を消し隠れる。
低木林の中の地上に窪みを作り巣にする。砂丘の上に営巣したこともある。1腹2個の卵を産み、抱卵期間は約18日である。抱卵は雌雄共同で行う。